# Lisa Rüedi
Lisa Rüedi (* 3. November 2000 in Thusis, Schweiz) ist eine Schweizer Eishockeyspielerin, die seit 2017 bei den ZSC Lions Frauen in der Women’s League unter Vertrag steht. Zudem ist sie seit 2016 Mitglied der Schweizer Eishockeynationalmannschaft der Frauen.

## Karriere
Lisa Rüedi kommt aus einer Eishockeyfamilie: Ihr Vater und ihr Grossvater spielten beim Akademischen EHC Zürich, ihre Brüder im ZSC-Nachwuchs und ihre Schwester Anna Rüedi ebenfalls beim ZSC. Sie machte ihre ersten Schritte im Schweizer Eishockey in der Nachwuchsabteilung der GCK Lions, wo sie bis 2017 die männlichen Nachwuchsmannschaften durchlief und ab 2015 auch Teil des Frauenteams war, das in der SWHL B spielte. In der Saison 2014/15 bekam sie parallel erste Einsätze bei den ZSC Lions Frauen aus der SWHL A, ab 2017 wurden diese Einsätze regelmässiger. Zudem spielte sie eine Saison für die Novizen (U17) des EHC Dübendorf sowie anschliessend für das U17-Team der GCK Lions.
Mit dem Frauenteam der ZSC Lions gewann sie in den Folgejahren mehrere Meister- und Vizemeistertitel, dabei 2018 einen Meistertitel gemeinsam mit ihrer Schwester Anna. Darüber hinaus erreichte sie 2018, 2022 und 2023 jeweils den Gewinn des Swiss Women’s Hockey Cup mit dem ZSC. Parallel zum Eishockeysport studiert sie Pädagogik auf Lehramt an der Pädagogischen Hochschule Zürich. In der Saison 2023/24 wurde sie Topscorerin der Playoffs und als Most Valuable Player (wertvollste Spielerin) nominiert.

### International
Lisa Rüedi gewann mit der Schweizer U16-Nationalmannschaft bei den Olympischen Jugend-Winterspielen 2016 die Bronzemedaille und nahm mit der U18-Nationalmannschaft an insgesamt vier Weltmeisterschaften dieser Altersklasse teil. Dabei wurde sie 2017 Topscorerin (6 Punkte) und beste Torschützin (5) und ein Jahr später, bei der U18-Frauen-Weltmeisterschaft 2018, erneut Topscorerin (11) und beste Torschützin (6). Im Herbst 2015 debütierte sie bereits für die Schweizer Eishockeynationalmannschaft der Frauen und gehörte ab 2016 fest zum Kader des Nationalteams. 2017 nahm sie erstmals an einer Frauen-Weltmeisterschaft teil – mit damals gerade einmal 16 Jahren. Ein Jahr später, nachdem sie sich im Februar 2017 mit dem Nationalteam für das Olympische Turnier qualifiziert hatte, nahm sie an den Olympischen Winterspielen in Südkorea teil. Weitere Einsätze folgten bei den Weltmeisterschaften 2019 und 2021 sowie 2022 und 2023. 2022 war sie Teil der Schweizer Auswahl bei den Olympischen Winterspielen in Peking, die die Mannschaft auf Rang vier abschloss. In der Saison 2023/24 nahm sie nicht an der Weltmeisterschaft teil, da sie ein Praktikum an einer Primarschule absolvieren musste.

## Erfolge und Auszeichnungen
- 2018 Gewinn des Swiss Women’s Hockey Cup mit den ZSC Lions Frauen
- 2018 Schweizer Meisterin mit den ZSC Lions Frauen
- 2020 Gewinn des Swiss Women’s Hockey Cup mit den ZSC Lions Frauen
- 2022 Schweizer Meisterin mit den ZSC Lions Frauen
- 2023 Gewinn des Swiss Women’s Hockey Cup mit den ZSC Lions Frauen
- 2023 Schweizer Meisterin mit den ZSC Lions Frauen
- 2024 Schweizer Meisterin mit den ZSC Lions Frauen
- 2024 Topscorerin (9 Punkte) und beste Vorlagengeberin (6) der SWHL-A-Playoffs

### International
- 2016 Bronzemedaille bei den Olympischen Jugend-Winterspielen
- 2017 Topscorerin (6) und beste Torschützin (5) bei der U18-Frauen-Weltmeisterschaft
- 2018 Topscorerin (11) und beste Torschützin (6) bei der U18-Frauen-Weltmeisterschaft

## Karrierestatistik
(Legende zur Spielerstatistik: Sp oder GP = absolvierte Spiele; T oder G = erzielte Tore; V oder A = erzielte Assists; Pkt oder Pts = erzielte Scorerpunkte; SM oder PIM = erhaltene Strafminuten; +/− = Plus/Minus-Bilanz; PP = erzielte Überzahltore; SH = erzielte Unterzahltore; GW = erzielte Siegtore; 1 Play-downs/Relegation; Kursiv: Statistik nicht vollständig)